# Виану, Ион
Ион Виану (рум. Ion Vianu; 15 апреля 1934, Бухарест — 20 июня 2024, Морж, Во) — румынский писатель и психиатр, живший в Швейцарии с 1977 года. Он был сыном литературного критика Тудора Виану и его жены Елены. 
Сначала он в течение двух лет (1952—1954) изучал классическую филологию как своего рода «добровольное изгнание в другой мир», как он это называл, прежде чем изучать медицину.

## Диссидент
Ион Виану был одним из тех, кто подписал открытое письмо Паула Гомы в 1977 году, в котором выражалась солидарность с движением «Хартия-77» в Чехословакии. Частично это было сделано для того, чтобы оказать давление на румынские коммунистические власти, чтобы те разрешили ему эмигрировать. В результате он был допрошен румынской тайной полицией Секуритате, подвергся преследованиям, уволен с университетской работы и, в конце концов, ему разрешили эмигрировать в Швейцарию. Поселившись в Швейцарии, он присоединился к «Женевской инициативе против политической психиатрии» и сотрудничал с Радио «Свободная Европа», обсуждая попытки использования психиатрии как формы репрессий.
После революции 1989 года он стал активно участвовать в реформировании системы психиатрического лечения в Румынии с целью доведения её до мировых стандартов. Виану вместе со своим другом Матеем Кэлинеску опубликовал автобиографический том «Amintiri în dialog» («Воспоминания в диалоге»). Он умер в июне 2024 года в возрасте 90 лет.

## Литературное творчество
Произведения Иона Виану включают мемуары, романы и критические эссе.
Он опубликовал романы «Caietele lui Ozias» (в 2004 г.) и «Vasiliu, foi volante» (в 2006 г.), оба являются частью цикла Arhiva tradarii şi a mâniei (Архив измены и гнева), посвящённого румынскому обществу во время коммунистического режима. Он также опубликовал ещё два романа, «Paramnezii» (2005 г.) и в 2007 г. «Necredinciosul» («Неверный»), вдохновлённые его практикой психиатра в западном мире. В 2009 году он опубликовал Exercitii de sinceritate (Упражнения искренности) о своей общественной жизни при коммунистическом режиме в 1970-е годы. В 2010 году он опубликовал автобиографический роман «Интеллектуальная любовь», в котором рассказывается о некоторых крупных деятелях его юности и трагической судьбе интеллигенции при коммунистическом режиме. Он также опубликовал сборник критических эссе под названием Blestem şi binecuvântare («Проклятие и благословение», 2007), а в 2008 году — «Investigatii mateine», биографический очерк о румынском писателе Матею Караджале. Ещё один том критических эссе «Apropieri» («Подходы») вышел в свет в 2011 году.
Роман «Vasiliu, foi volante» был переведён на испанский язык Иоаной Злотеску в 2010 году под названием «Vasiliu, hojas sueltas» (Издательство Aletheia).
«Amor intellectualis» («Интеллектуальная любовь») была удостоена нескольких наград, в том числе «Книга года 2010» по версии журнала «România Literara». В 2012 году он появился на испанском языке в переводе Виктора Ивановичи и Сюзанны Васкес (издательство Miguel Gomez, Малага).

## Награды
- Большой крест ордена «За верную службу» (2000)[8]